# Блед
Блед (словен. Bled, нем. Veldes) — город в северо-западной части Словении, близ границ с Италией и Австрией. Население города — 5252 человек по данным переписи 2002 года, население всей общины — 10 899. Блед расположен на берегах озера Блейско, в Юлийских Альпах к востоку от национального парка Триглав. Город Блед — популярное туристическое направление.

## География и транспорт

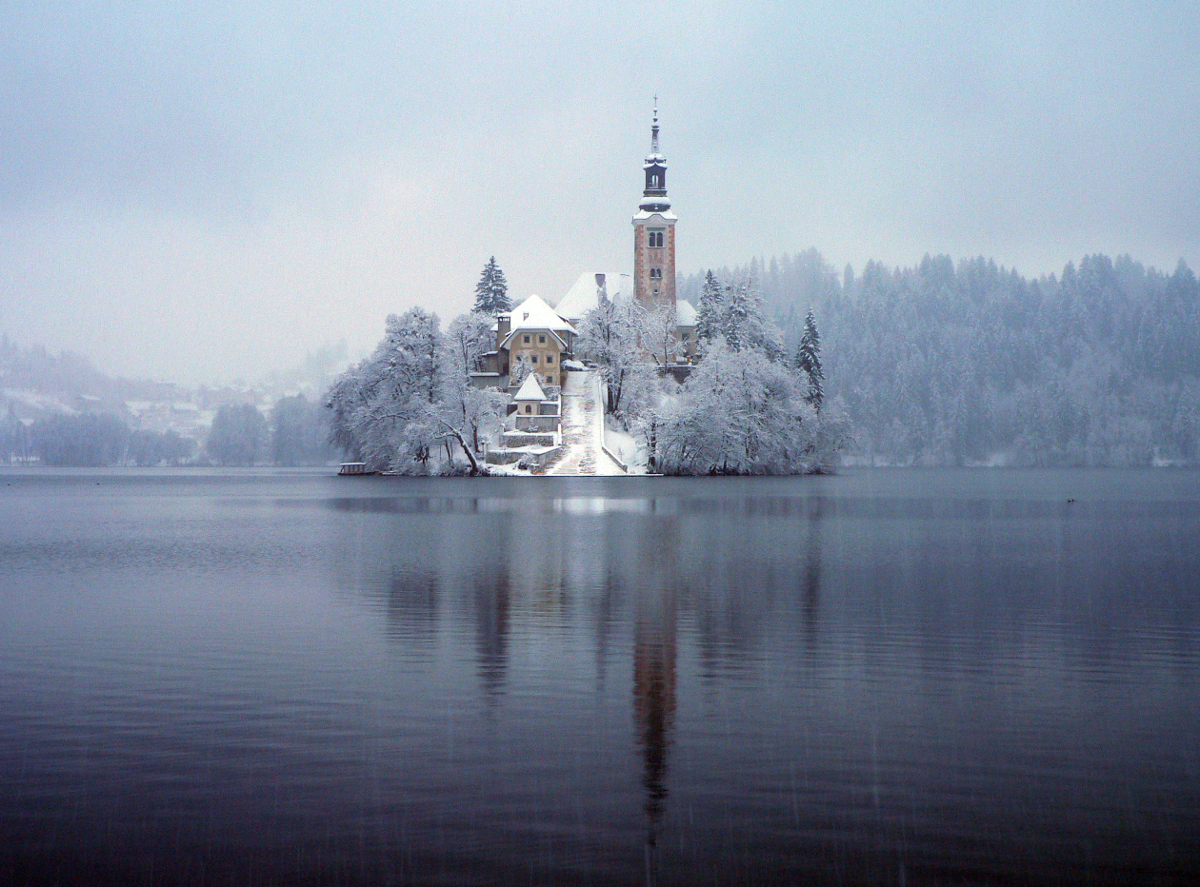
Церковь Вознесения Девы Марии, расположенная на острове посередине озера Блейско

Блед расположен в 45 километрах к северо-западу от столицы страны Любляны и в 10 километрах к юго-востоку от Есенице. Приблизительно в 8 километрах к северу от города проходит австрийская граница, в 40 километрах к западу — итальянская. Город стоит неподалёку на железнодорожной и автодорожной магистрали Любляна — Филлах. Ещё несколько автодорог из Бледа ведёт в горы, в национальный парк Триглав.

## История

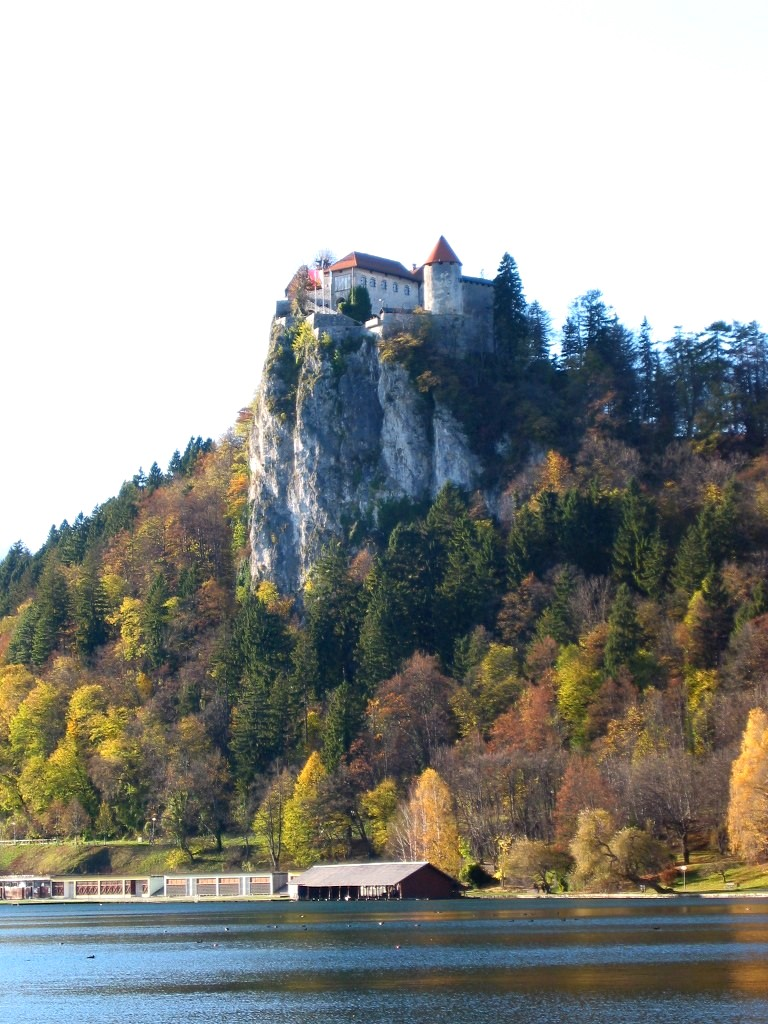
Бледский замок

Славяне поселились в Бледском углу в VII веке. Бледский замок впервые упомянут под своим немецким названием Фельдес в 1004 году, когда он был пожалован императором Генрихом II Альбуину, епископу Бриксена. В 1278 году он вместе со всей Крайной перешёл к Рудольфу I после Битвы у Сухих Крут и с тех пор входил в состав державы Габсбургов вплоть до Первой мировой войны, за исключением периода 1809—1816 годов, когда он принадлежал наполеоновским Иллирийским провинциям.
После раздела Австро-Венгрии Блед стал принадлежать Югославии и превратился в летнюю резиденцию монархов дома Карагеоргиевичей, а затем Йосипа Броз Тито. С 1991 года — в составе независимой Словении.

## Достопримечательности
- Блейско — живописное горное озеро с чистейшей водой. Посреди озера остров, на котором находится часовня Успения.
- Бледский замок — замок, построенный на вершине 130-метровой отвесной скалы над озером. Впервые упомянут в 1004 году, с тех пор многократно перестроен и расширен.
- Приходская церковь св. Мартина.
- Отель «Вила» — бывшая летняя резиденция И. Броз Тито.
- Ущелье Винтгар — ущелье на реке Радовна, недалеко од города Блед

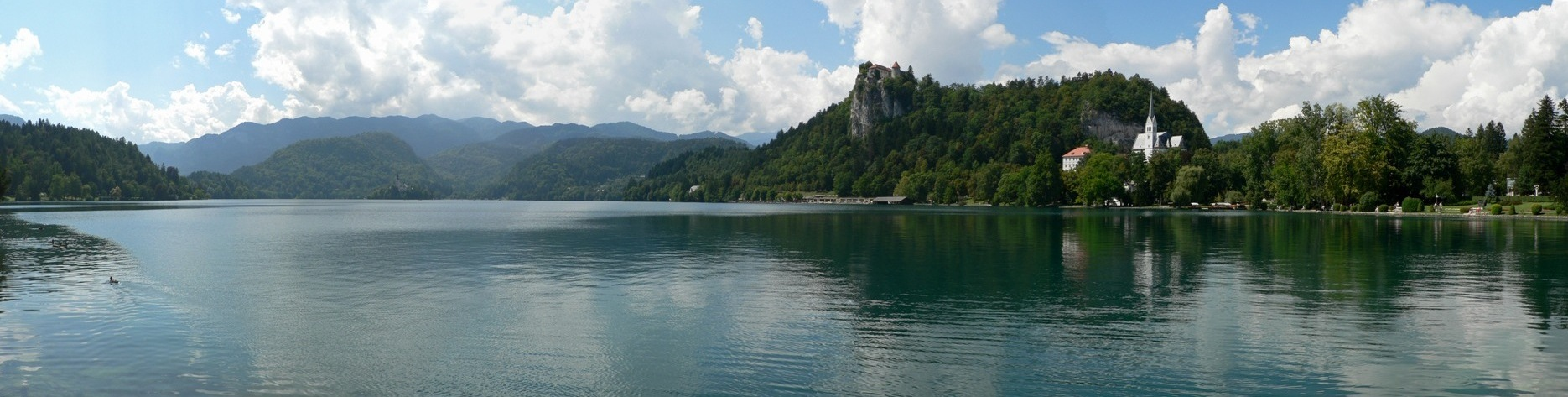
Озеро Блейско с замком

## Туризм
Блед — один из крупнейших бальнеологических и горнолыжных курортов страны. Популярность Бледа как курорта зародилась ещё в XIX веке. Гостям города предлагаются также возможности для активного отдыха (гольф, конные и велосипедные прогулки, горный туризм). Зимой работает множество горнолыжных трасс.
Раз в два года весной в Бледе проходит международный шахматный турнир по швейцарской системе.